# Norman Brown
Pour les articles homonymes, voir Brown.
Norman Brown est un guitariste et chanteur de jazz américain né le 18 décembre 1970 à Kansas City dans le Missouri. Il est également membre du supergroupe BWB aux côtés du trompettiste Rick Braun et du saxophoniste Kirk Whalum.
Son style est assimilé au soul jazz et au smooth jazz et sa façon de jouer très octavée est clairement influencée par le jeu de Wes Montgomery, Grant Green et surtout George Benson, dont certains le considèrent comme le digne héritier du fait de son style funky accessible qui oscille entre morceaux instrumentaux et chantés, avec souvent ce scat doublant les mélodies de sa guitare si cher à Benson. Dans les années 90, ce fut l'une des figures du label MoJazz, la filière jazz de Motown aujourd'hui disparue.
Aujourd'hui adepte d'un style plus marqué par le R&B contemporain, il a reçu un Grammy Award en 2003 pour son album "Just Chillin'".

## Discographie

### En solo
- Just Between Us (1992)
- After The Storm (1994)
- Better Days Ahead (1996)
- Celebration (2000)
- Just Chillin' (2002)
- West Coast Coolin' (2004)
- Stay With Me (2007)
- Sending My Love (2010)

### Avec BWB
Groovin' (2002)